# Instituto Brasileño de Geografía y Estadística
El Instituto Brasileño de Geografía y Estadística (en portugués Instituto Brasileiro de Geografia e Estatística), más conocido por su sigla IBGE, es un organismo público de administración federal brasileña creado en 1934 e instalado en 1936 bajo el nombre de Instituto Nacional de Estadística; su fundador fue el especialista en estadística Mário Augusto Teixeira de Freitas. El nombre actual data del año 1938.
El IBGE tiene atribuciones relacionadas con las geociencias y estadísticas sociales, demográficas, agrícolas y económicas, lo que incluye la realización de los censos y organización de los resultados obtenidos en esos censos. Además, es la agencia cartográfica nacional de Brasil.